# Stefan Marian Strzemieński
Stefan Marian Strzemieński, poljski general, * 14. marec 1885, † 31. julij 1955.